# Кайсаканов, Арынгазы
Арынгазы Кайсаканов (каз. Арынғазы Қайсақанов; 1912, с. Тимелея, Семипалатинская область, Российская империя — 7 марта 1976) — советский казахский партийный и государственный деятель, экономист.

## Биография
Происходит из рода уак.

### Образование
В 1949 окончил Высшую партийную школу при ЦК ВКП(б).

### Трудовая деятельность
Начальник отдела животноводства Семипалатинского областного управления финансов (1935). Экономист в комитете государственного планирования (1935—1937), экономист в комитете по переписи (1937—1939), начальник отдела переписи Джамбульского областного статистического бюро (1939—1941), заместитель председателя Джамбульского облисполкома (1941—1944), заместитель секретаря Джамбульского областного парткома (1944—1946), заместитель председателя Джамбульского облисполкома (1946), заместитель председателя Карагандинского облисполкома (1949 — 50), Председатель Кзыл-Ординского областного комитета КПСС (1950 — 53), ответственный организатор ЦК КПК, 1-й секретарь Каскеленского районного парткома (1953 — 57), председатель Гурьевского облисполкома, заместитель председателя Семипалатинского облисполкома (1957—1973).
Был избран депутатом в Верховный Совет СССР и Казахской ССР.
Умер 7 марта 1976.

## Награды
Был награжден 3 орденами Ленина, орденом «Знак Почёта» и медалями.